# 골드미스
골드미스(콩글리시: Gold Miss)는 30대 이상 50대 미만의 미혼 여성 중 학력이 높고 사회적·경제적 여유를 가지고 있는 계층을 의미하는 마케팅 용어이다. 이런 계층은 자기성취욕이 높으며 자신에 대한 투자를 많이 하는 등 경제적으로 구매력이 높은 층으로 최근 이들에 대한 마케팅적·사회적 관심이 높아지고 있다. 결혼을 늦게 하는 사회적 변화와 함께 직장에서도 성차별이 줄어듦에 따라 독신생활을 즐기고 또한 자기계발에 많은 관심을 가지고 있는 것이 특징이다. 특히 쇼핑과 해외여행 등 감성적인 만족을 위한 소비행위를 많이 한다. 황금독신여성으로 순화. 하지만 진짜 뜻은 결혼 적령기를 놓친 여성이란 뜻으로 언론에서 동정의 시선으로 바라보자는 의미로 순화된 표현이다.
골드미스라는 말은 한국어식 영어 올드미스(Old miss)에서 나왔으며 비슷한 말로는 영어권에서 최근 유행했던 '알파걸'(Alpha Girl)과 일본에서 쓰인 하나코상(일본어: ハナコさん, ハナコ族), 중국에서 쓰인 떨이녀(잉여, 剩女)란 말이 있다. 골드미스라는 단어는 2007년부터 널리 사용되기 시작했다.

## 골드미스와 마케팅
대학교 졸업 이상의 학력을 가진 고소득 전문직 종사자 혹은 대기업 사원, 연봉 4천만 원 이상 그리고 재테크로 늘린 부동산 등 자산 규모 8000만 원(미화 10만 불 정도) 이상 등이 골드미스의 구체적인 조건이다. 이들은 새롭게 등장하는 소비계층으로 결혼정보업계, 여행업계, 패션업계, 미용업계, 외식업계 등에서 새로운 소비 트랜드를 선도하고 있다. 이들을 비하하는 표현으로 '된장녀'라고 말도 쓰인다. 하지만 높은 자기 성취욕과 일에 대한 열정 그리고 전문직에 종사하는 뛰어난 두뇌가 이들의 가장 큰 장점이다.

## 골드미스 대 실버미스
이러한 골드미스의 화려함에 못 미치는 미혼 직장여성들을 가리켜 '실버미스'라고 한다. 소득이 3천만 원 내외에 그리 높지 않은 학력을 가진 이 계층은 일이나 문화, 미용, 패션 등에 가지는 관심은 비슷하지만 소비는 이에 미치지 못하고 비용을 최소화하려는 경향을 띤다.

## 같이 보기
- 마케이누(싸움에 진 개) - 사회적 패배 계층을 가리키는 속어다. 수필가 사카이 준코가 30대 이상, 미혼, 미출산의 여성(골드미스의 조건과 비슷)을 가리키는 말로 쓰기도 했다.
- 《일요일이 좋다》 - 〈골드미스가 간다〉코너는 연예계에서 골드미스로 불리고 있는 여섯 명의 여자 연예인들이 소개팅, 맞선, 데이트 등을 하는 과정을 그린 리얼리티 방송 프로그램이다.
- 드라마 역전의 여왕-하유미가 연기한 한송이 상무가 골드미스에 해당한다. 한송이 상무는 퀸즈화장품에서 마케팅을 담당하는 여성임원으로, 일에 대한 열정이 대단하다.

## 참고 서적
- 골드미스 다이어리 (Why smart men marry smart women), 크리스틴 B. 휄런 지음, 박지숙 옮김,2007년, ISBN(13) : 9788901066080